# Pseudorus
Pseudorus is een vliegengeslacht uit de familie van de roofvliegen (Asilidae).

## Soorten
- P. bicolor Bellardi, 1861
- P. conspectus Tomasovic in Tomasovic & Braet, 2001
- P. dandrettae Carrera, 1949
- P. dimidiatus Oldroyd, 1964
- P. distendens (Wiedemann, 1828)
- P. hermanni Carrera, 1949
- P. holocephalinus Papavero, 1975
- P. martini Papavero, 1975
- P. mexicanus (Bromley, 1951)
- P. piceus Walker, 1851
- P. rufiventris (von Roeder, 1887)